# Сладка въздишка
„Сладка въздишка“ (на английски: Waiting to Exhale) е американска романтична трагикомедия от 1995 г. на режисьора Форест Уитакър в режисьорския си дебют, а главните роли се изпълняват от Уитни Хюстън и Анджела Басет. Филмът е адаптация на едноименния роман от 1992 г., написан от Тери Макмилиън, който е съсценарист със Роналд Бас. Оригиналната музика е композирана от Бейбифейс.